# Klemen Prepelič
Klemen Prepelič (Maribor, 20 ottobre 1992) è un cestista sloveno.

## Biografia
È il fratello maggiore di Bine, anch'egli cestista.

## Carriera
Con la Slovenia ha disputato i Giochi olimpici di Tokyo 2020, i Campionati mondiali del 2014 e tre edizioni dei Campionati europei (2015, 2017, 2022).

## Statistiche

### Eurolega
| Anno      | Squadra          | PG | PT | MP   | TC%  | 3P%  | TL%  | RP  | AP  | PRP | SP  | PP   |
| --------- | ---------------- | -- | -- | ---- | ---- | ---- | ---- | --- | --- | --- | --- | ---- |
| 2012-2013 | Olimpija Lubiana | 10 | 0  | 22,8 | 33,8 | 33,3 | 80,8 | 1,6 | 2,0 | 0,7 | 0,0 | 8,8  |
| 2018-2019 | Real Madrid      | 21 | 0  | 9,1  | 38,2 | 28,2 | 73,9 | 0,9 | 1,7 | 0,1 | 0,0 | 3,8  |
| 2020-2021 | Valencia         | 32 | 11 | 20,6 | 45,9 | 41,5 | 90,1 | 1,4 | 2,8 | 0,5 | 0,0 | 12,1 |
| 2022-2023 | Valencia         | 27 | 11 | 18,5 | 33,6 | 26,9 | 94,3 | 0,7 | 3,1 | 0,5 | 0,1 | 7,1  |
| Carriera  | Carriera         | 90 | 22 | 17,5 | 39,9 | 34,8 | 88,6 | 1,1 | 2,6 | 0,4 | 0,1 | 8,3  |

### Eurocup
| Anno      | Squadra           | PG | PT | MP   | TC%  | 3P%  | TL%  | RP  | AP  | PRP | SP  | PP   |
| --------- | ----------------- | -- | -- | ---- | ---- | ---- | ---- | --- | --- | --- | --- | ---- |
| 2013-2014 | Bandırma B.İ.K.   | 16 | 0  | 15,5 | 40,5 | 34,5 | 76,0 | 2,0 | 0,8 | 0,4 | 0,0 | 6,1  |
| 2014-2015 | Olimpija Lubiana  | 13 | 8  | 21,6 | 28,4 | 26,9 | 90,5 | 1,8 | 2,6 | 0,6 | 0,0 | 7,2  |
| 2015-2016 | EWE Oldenburg     | 15 | 8  | 22,1 | 31,7 | 28,9 | 83,7 | 2,2 | 2,7 | 0,5 | 0,0 | 8,4  |
| 2017-2018 | Metropolitans 92  | 9  | 7  | 27,0 | 40,6 | 39,3 | 83,7 | 1,8 | 1,8 | 0,3 | 0,0 | 15,7 |
| 2019-2020 | Joventut Badalona | 15 | 15 | 25,8 | 38,4 | 27,8 | 83,8 | 2,3 | 3,9 | 0,9 | 0,1 | 17,0 |
| 2021-2022 | Valencia          | 14 | 4  | 23,0 | 35,6 | 33,3 | 85,5 | 1,1 | 2,9 | 0,3 | 0,0 | 14,2 |
| 2023-2024 | Cedevita Olimpija | 6  | 0  | 29,9 | 35,0 | 25,0 | 80,0 | 2,7 | 8,7 | 0,3 | 0,2 | 16,2 |
| Carriera  | Carriera          | 88 | 42 | 22,6 | 35,9 | 30,6 | 83,5 | 1,9 | 2,9 | 0,5 | 0,0 | 11,5 |

## Palmarès

### Squadra
- Campionato spagnolo: 1

Real Madrid: 2018-19
- Coppa di Slovenia: 1

Union Olimpija: 2013
- Supercoppa spagnola: 1

Real Madrid: 2018

#### Nazionale
- Europei: 
Romania/Finlandia/Israele/Turchia 2017